# Sisowath Ritharavong
Hoàng thân Sisowath Ritharavong (tiếng Khmer: ស៊ីសុវតិ្ថ រីតារ៉ាវង្ស, 6 tháng 2 năm 1935 – 1975) là cha của Hoàng thân Sisowath Sararith, con trai Hoàng thân Sisowath Sisura (dòng dõi Hoàng thân Sisowath Essaravong). Mẹ của ông là Công chúa Sisowath Darameth, con gái của Hoàng thân Sisowath Dung Leakhana.
Thời còn phục vụ trong Hải quân Hoàng gia Campuchia, ông mang quân hàm tương đương cấp bậc O-5 của Lục quân Mỹ (Đại úy Hải quân Mỹ... "Bird" Lục quân Mỹ hoặc Thượng tá). Ngày 3 tháng 3 năm 1975, Khmer Đỏ bắt được vị hoàng thân này rồi đem giam tại nhà tù S-21, Phnôm Pênh là nơi rất có khả năng ông bị xử tử nhanh chóng. Nhiều thành viên Hoàng tộc Campuchia đều bị hành quyết lặng lẽ tại Sân vận động Olympic ngay sau khi thủ đô Phnôm Pênh thất thủ vào tháng 4 năm 1975. Cho đến nay giới chức nước này không còn tìm thấy được bộ hồ sơ nào về những vụ hành quyết như thế này cả.
Sisowath đã kết hôn với bà Hubertine Belconde và có với nhau hai người con tên là Chhath Noreth và Theraknhean hiện đều đang sinh sống ở bên Mỹ.